# گرت باش
گرت باش (انگلیسی: Garrett Basch) تهیه‌کننده فیلم و تهیه‌کننده تلویزیونی اهل بریتانیا است.
از فیلم‌ها یا مجموعه‌های تلویزیونی که وی در آن‌ها نقش داشته‌است، می‌توان به آنچه در سایه انجام می‌دهیم، توسعه دهندگان، شام من با هروه، آن شب، به خانواده رایلی خوش آمدید، نور سرد روز، پنجره‌های باز، غول‌آسا، جنگ جریان، گنجشک سرخ، کسانی که آرزوی مرگ مرا می‌کنند، ژرف‌آب، سگ‌های ولگرد و هدف بعدی پیروزی است اشاره نمود.